# Giorgia nel paese che si meraviglia
Giorgia nel paese che si meraviglia è un singolo del rapper italiano Willie Peyote, pubblicato il 25 aprile 2024 come primo estratto dal primo EP Sulla riva del fiume.

## Descrizione
Il brano, scritto dallo stesso rapper e prodotto da Kavah e Stefano Genta, è stato pubblicato in occasione dell'anniversario della liberazione e ha anticipato l'uscita dell'EP Sulla riva del fiume, uscito il 26 aprile 2024.

## Tracce
Testi di Guglielmo Bruno, musiche di Guglielmo Bruno e Daniel Bestonzo.
1. Giorgia nel paese che si meraviglia – 2:48